# Temporary Gallery
Die Temporary Gallery ist ein deutscher gemeinnütziger und eingetragener Verein mit Sitz in Köln, der sich der Vermittlung zeitgenössischer Kunst widmet.

## Geschichte
Die Temporary Gallery wurde 2008 von dem Leiter der Art Cologne Daniel Hug und den beiden Kölner Galeristen Christian Nagel und Thomas Rehbein als Mietgalerie gegründet. Das Konzept einer Rental Gallery stammt ursprünglich aus New York. Internationale Galerien konnten hier für jeweils vier bis sechs Wochen ihre Künstler ausstellen und auf dem Kölner Markt bekanntmachen. Die 270 m² großen Räume im Kölner Stadtteil Altstadt-Süd, Mauritiuswall 35, wurden von der Düsseldorfer Architektin Marie-Céline Schäfer für Kunstausstellungen um- und ausgebaut.
2012 änderte die Temporary Gallery unter der neuen künstlerischen Leitung von Regina Barunke ihre Ausrichtung. Seither ist sie als gemeinnütziger Verein organisiert und hat heute den Charakter eines Kunstvereins. Seit 2014 wird die Temporary Gallery – nachdem sie einen Wettbewerb um ein Kölner Zentrum für zeitgenössische Kunst gewonnen hatte – auch von der Stadt Köln gefördert. Das Projekt versteht sich heute als „junge, nichtkommerzielle Initiative für aktuelle Kunst in Köln“. Sie will „insbesondere Nachwuchskünstlern“ ermöglichen, „neue künstlerische Methoden und Techniken auszuprobieren“. Die Temporary Gallery ist Mitglied der Arbeitsgemeinschaft Deutscher Kunstvereine.
Die Gallery wurde ehemals geleitet von Daniel Müller (2009), Caroline Nathusius (2010–2011) und Regina Barunke (2012–2018). Seit Januar 2019 hat Aneta Rostkowska die künstlerische und geschäftsführende Leitung übernommen.

## Positionen
Der Kunstverein ist ein Ausstellungszentrum für zeitgenössische Malerei, Fotografie und Grafik, Installation, Videokunst und Architektur und organisiert darüber hinaus Führungen und Vortragsreihen und andere Veranstaltungen zur Förderung zeitgenössischer Kunst und Künstler. Er veranstaltet jährlich fünf bis sechs Ausstellungen, die aktuelle Entwicklungen der bildenden Kunst vorstellen und bewerten. In den Sommermonaten werden Werke begabter Künstler aus Köln gezeigt.

## Auszeichnungen
2018 erhielt der Kunstverein den ADKV-ART COLOGNE Preis für Kunstvereine der Arbeitsgemeinschaft Deutscher Kunstvereine und der Art Cologne. In der Jurybegründung hieß es: Der Temporary Gallery gelingt es, sowohl historisch fundierten, als auch zeitgenössischen Positionen einen Rahmen zu geben, fernab des Kunstmarkts oder modischer Strömungen, die sorgfältig vermittelt und an aktuelle Diskurse angeschlossen werden.